# Roter See (Imotski)
Der Rote See (kroatisch Crveno jezero) liegt im kroatischen Teil des Imotsko Polje, eines Karstgebiets, das zum größeren Teil zur Herzegowina gehört. Der zu den größten wassergefüllten Dolinen der Welt zählende See liegt etwa 1,5 Kilometer westlich der Stadt Imotski.

## Beschreibung
Im Imotsko Polje gibt es sieben periodisch oder permanent mit Wasser gefüllte Seen. Der einzige von ihnen, der aufgrund seiner Tiefe immer Wasser enthält, ist der Rote See. Er befindet sich in einer Doline mit einer Fläche von 13,8 Hektar, die vom höchsten Punkt ihres Randes bis zum Grund 534 Meter tief ist. Der See ist an seiner ovalen Wasseroberfläche bei mittlerem Wasserstand etwa 180 Meter lang und 150 m breit. Seine Tiefe beträgt um die 275 Meter (der tiefste Punkt liegt sechs Meter unter dem Meeresspiegel), wobei die Höhe des Wasserspiegels saisonal bis zu 83 Meter schwankt. Bei maximalem Wasserstand beträgt das Wasservolumen 8,24 Millionen Kubikmeter. Die Felswand über dem See besteht aus Kalkstein und Dolomit mit unlöslichen Ablagerungen von Bauxitmineralien, die ihr die charakteristische rotbraune Farbe verleihen, nach der der See benannt ist. Das Wasser selbst erscheint tiefblau.
Der See ist Teil eines komplexen unterirdischen Flusssystems. In 15 Metern Tiefe gibt es einen Eingang zu einem verzweigten Höhlensystem mit luftgefüllten Hohlräumen, das einen zweiten Eingang in der Felswand über dem Wasserspiegel hat. In 170 Metern Tiefe wurde ein großer Zufluss in den See nachgewiesen. Eine Verbindung zur 1,8 Kilometer entfernten Opačac-Quelle ist wahrscheinlich. Diese liegt auf 268,5 Meter Höhe über dem Meeresspiegel, was der mittleren Höhe des Roten Sees entspricht.
Der Rote See steht wie der nur einen Kilometer entfernte Blaue See (kroatisch Modro jezero) als geomorphologisches Naturdenkmal unter staatlichem Schutz.

## Geschichte
Aufgrund seiner schwer zugänglichen Lage tief in einer Doline mit steilen Ufern entzog sich der Rote See lange einer detaillierten wissenschaftlichen Untersuchung. Erst 1955 nahm Milivoj Petrik erste Tiefenmessungen im See vor. Im September und Oktober 1998 konnte eine internationale Höhlentauchexpedition die Tiefe des Sees exakt bestimmen und seine Verbindung zu einem größeren Höhlensystem nachweisen. Das Höhlensystem wurde bis zu einer Länge von 800 Metern erforscht. Zudem wurden einige neue Arten von Höhlenfischen, Krabben, Fröschen und Insekten im See entdeckt.
Weitere Untersuchungen gab es im Jahr 2013. Die genaue Gestalt der Doline über dem Wasserspiegel wurde mittels terrestrischem Laserscanning neu vermessen. Unter Wasser kam ein Tauchroboter mit abbildendem Sonar zum Einsatz. Als Folge konnte das Volumen des Sees erstmals genau bestimmt werden.
Zwei französisch-kroatische Expeditionen in den Jahren 2017 und 2018 führten eine Bestandsaufnahme der Flora und Fauna durch. Der französische Taucher Frederic Swierczynski erreichte dabei als Erster den Grund des Roten Sees.

## Flora und Fauna
Das gesamte regelmäßig vom Wasser überflutete Seeufer ist dicht mit Quellmoos bewachsen, das zahlreichen Land- und Wasserorganismen einen Lebensraum bietet. Direkt oberhalb des maximalen Wasserspiegels wachsen Echte Feigen und Weinreben, darüber Schild-Ampfer und Silber-Raugras, zwei Arten deren Wurzelgeflecht an steile, felsige Lagen angepasst ist. Im oberen Teil der steilen Felswände folgen Macchie, Wald, kleinere Grasflächen und kahle Karstfelsen. Häufig sind Furchen-Schaf-Schwingel (Festuca rupicola), Herbst-Blaugras (Sesleria autumnalis) und Zwiebel-Rispengras. Insgesamt wurden 149 Arten von Gefäßpflanzen nachgewiesen, von denen 15 in Kroatien gesetzlich geschützt sind. An invasiven Arten sind der Götterbaum und das Kanadische Berufkraut in geringen Menge präsent.
Im See leben zwei Arten von Fischen, der zu den Weißfischen gehörende Delminichthys adspersus und Cobitis illyrica aus der Familie der Steinbeißer. Beide kommen in allen Tiefen vor, von der Oberfläche bis zum Grund. Im Wasser am Rande des Sees lebt der Seefrosch. Als zweiter Froschlurch kommt am Ufer die Erdkröte vor. Reptilien sind an den Felsvorsprüngen über dem See durch die Europäische Hornotter, die Balkan-Zornnatter und die Ruineneidechse vertreten. In Höhlen an den Felswänden leben Fledermäuse wie die Große Hufeisennase und die Langflügelfledermaus.

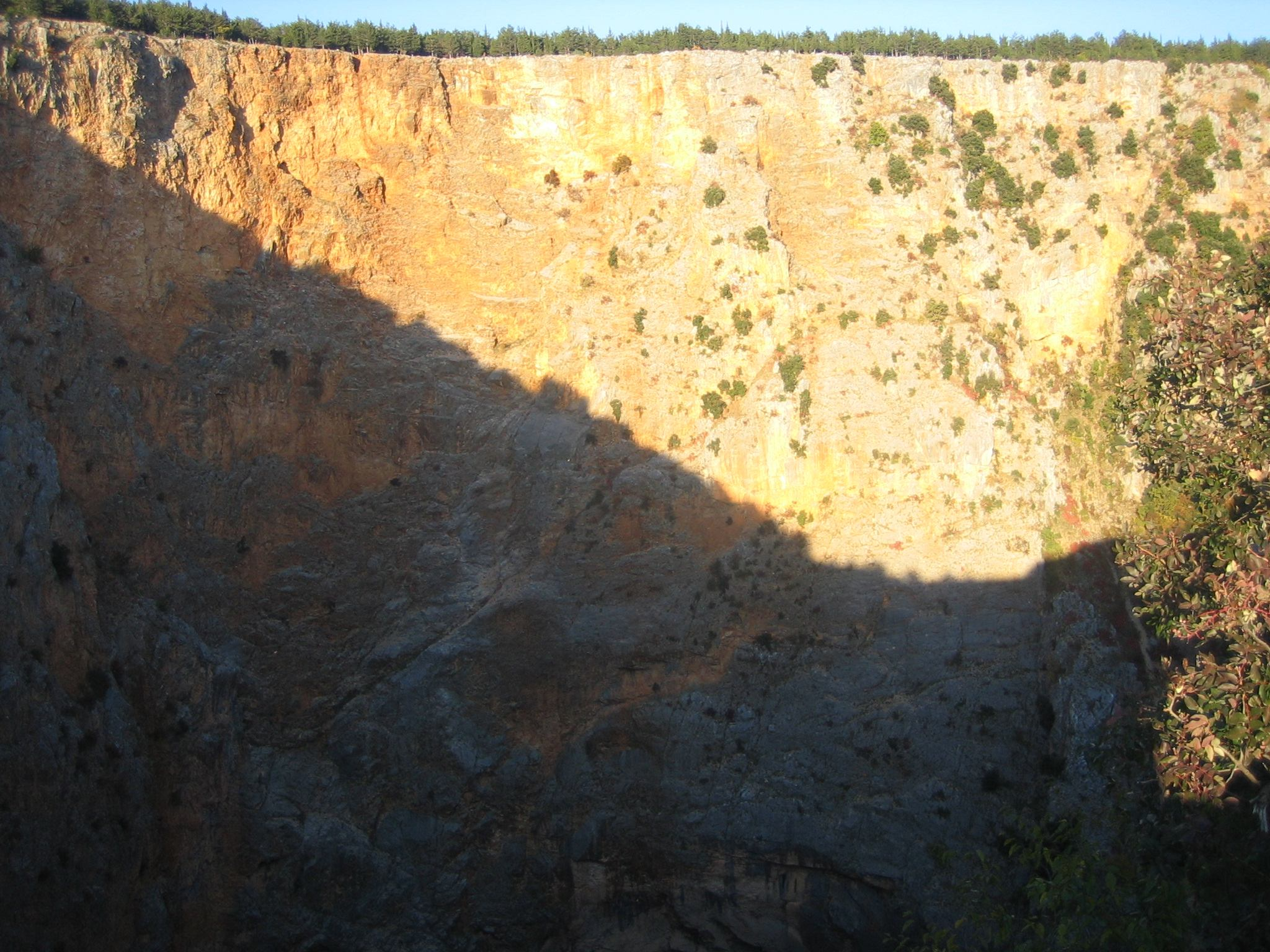
Roter See im Abendlicht
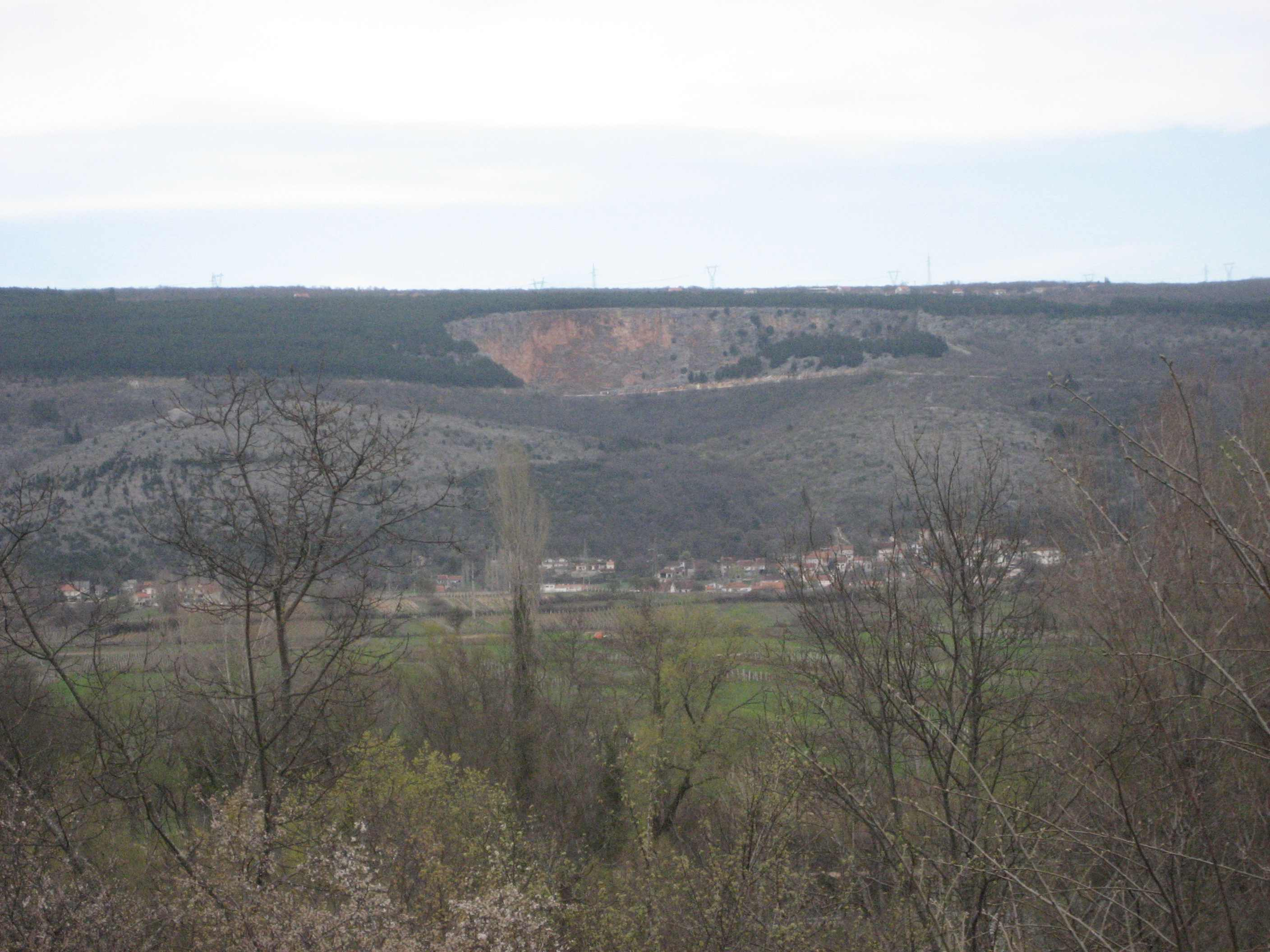
Blick zum See aus größerer Entfernung
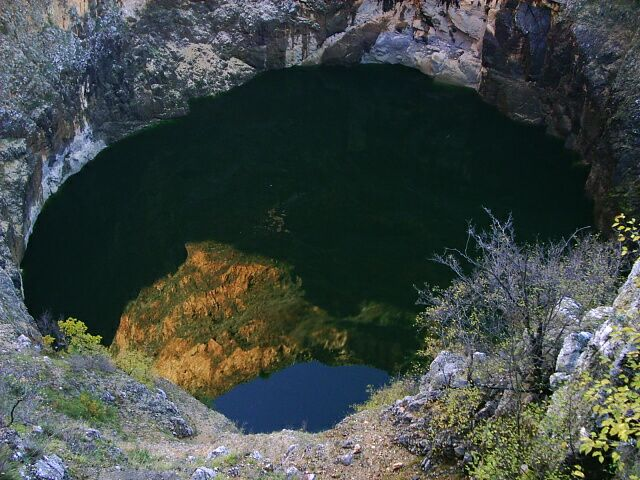
Blick auf die spiegelnde Wasseroberfläche